# Estádio Olímpico Metropolitano
O Estádio Olímpico Metropolitano (em castelhano: Estadio Olimpico Metropolitano) é um estádio multiuso localizado na cidade de San Pedro Sula, em Honduras. Oficialmente inaugurado em 5 de dezembro de 1997, foi originalmente projetado para ser sede oficial das cerimônias de abertura e encerramento, bem como das competições de futebol e atletismo dos Jogos Desportivos Centro-Americanos de 1997. Além disso, o estádio passou a ser a casa onde a Seleção Hondurenha de Futebol manda suas partidas amistosas e oficiais. Conta com capacidade máxima para 45 000 espectadores.